# William Crittendem
William Crittendem (1822 - 14 de agosto de 1851) fue un filibustero norteamericano.
Siguió sus estudios en West Point y militó con gloria en la guerra de México. En 1851 se unió a López como jefe de artillería para pasar a Cuba a promover una insurrección, desembarcando en la isla en la noche del 11 al 12 de agosto. Los compañeros de Crittendem se internaron, y este quedó a bordo del Pampero para conducir el bagaje y esperar recursos. Al cabo de dos días, viendo que estos recursos no llegaban y noticioso de que había fracasado el proceso de rebelión, se embarcó en un lanchón con 50 hombres. Presos todos y conducidos La Habana fueron condenados a muerte y pasados por las armas el 14 de agosto. Crittendem se negó a doblar la rodilla, diciendo que sólo se arrodillaba delante de Dios y tampoco permitió que le fusilaran por la espalda.
- Datos: Q6167593

- El contenido de este artículo incorpora material del tomo 16 de la Enciclopedia Universal Ilustrada Europeo-Americana (Espasa), cuya publicación fue anterior a 1945, por lo que se encuentra en el dominio público.